# ريس يوست
ريس جوست عالم فيزيائي سويسري ولد في 10 يناير 1918 وتوفي في 3 أكتوبر 1990 قضى حياته في تطوير الفيزياء النظرية.

## حياته
درس ريس جوست في برن و(إيث زوريش)، حصل في عام 1946 مع مشرف رسالته العالم الفيزيائي غريغور ونتزيل على الدكتوراه و ايضاً العالم الفيزيائي فولفغانغ باولي.

## حياته العلمية
عام 1955 عين أستاذ استثنائي للفيزياء النظرية في إيث . وفي عام 1959 تمت ترقيته إلى بروفيسور. في عام 1965 قدم البروفيسور جوست مع العالم رودولف هاغ ورقة «الاتصالات في الفيزياء الرياضية».
تخرج العديد من العلماء في مجال الفيزياء تحت إشرافه في إيث مدرسة الفيزياء الرياضية من بين خريجيه سيرجيو ألبيفيريو عام 1939، كلاوس هيب عام 1936، كونراد أوستيروالدر، ديفيد رول، روبرت شريدر، رودولف سيلر ومارتن كومر.

## إنجازاته
- نظرية جوست - ليمان للميكانيكا.
- نظرية ميكانيكا الكم.

## الجوائز
- 1984 ميدالية ماكس بلانك.

## وصلات خارجية
- Ray Streater zu Jost, in der er seinen Vorlesungen 1960 am IAS als Quelle für sein Buch mit Wightman seine Reverenz erweist